# Regionaal park Cabo Cope y Puntas de Calnegre

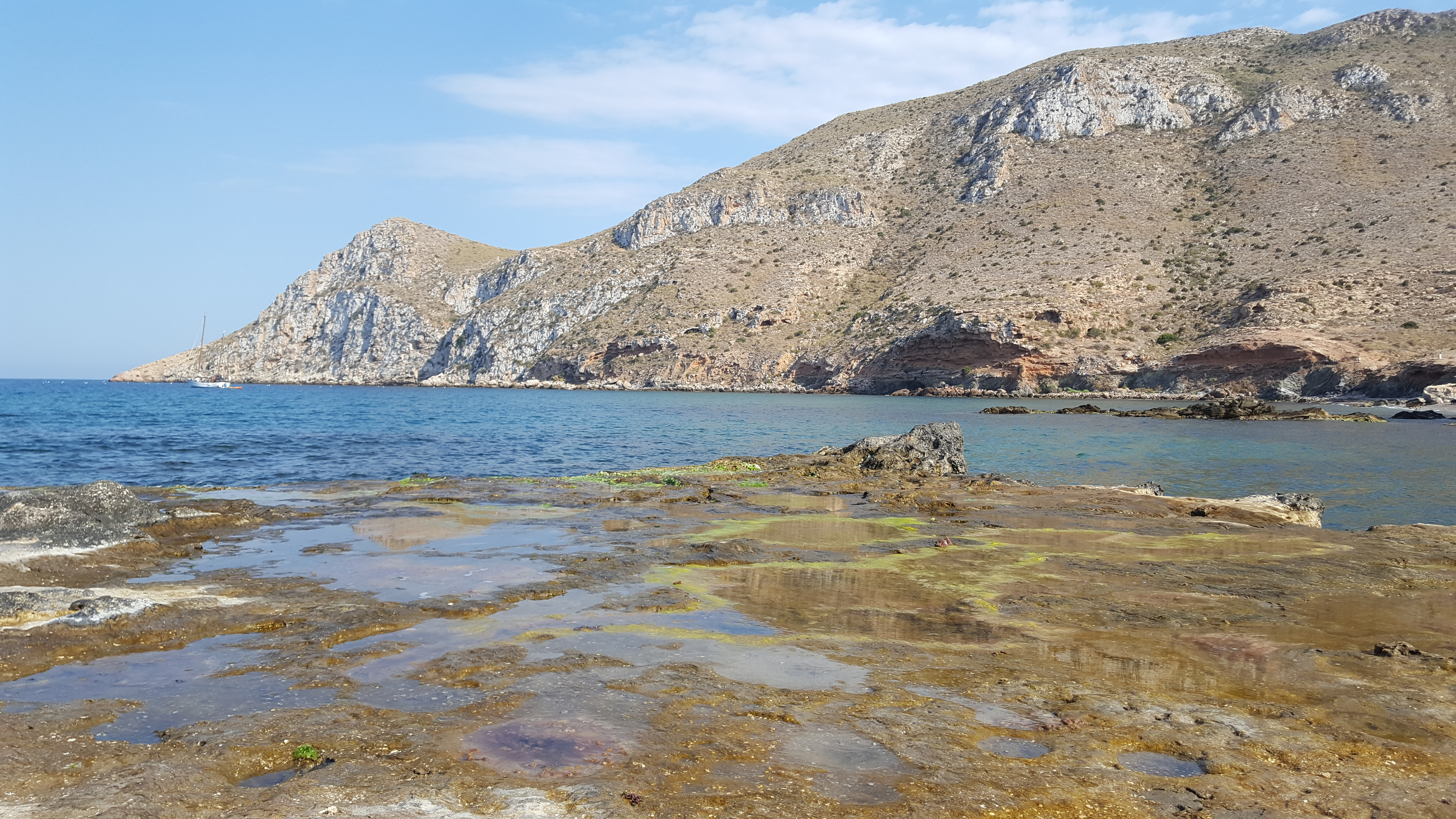

Het Regionaal Park Cabo Cope y Puntas de Calnegre (Spaans: Parque regional de Cabo Cope y Puntas de Calnegre) is een natuurpark in Murcia in Spanje. Het natuurpark werd opgericht in 1992 en is 1032 hectare groot. Het natuurpark omvat bergen, kaap Cope en kustlijn.